# Ali al-Rina
Ali al-Rina (arabisch علي الرينة, DMG ʿAlī ar-Rīna; * 10. Januar 2004) ist ein syrischer Fußballspieler.

## Karriere

### Verein
Ali al-Rina erlernte das Fußballspielen in der Jugend des al-Ittihad im syrischen Aleppo. Hier unterschrieb er Anfang Juli 2021 auch seinen ersten Vertrag. Der Verein spielte in der ersten Liga. Im Februar 2025 wechselte er auf Leihbasis zum singapurischen Erstligisten Lion City Sailors. Sein Erstligadebüt gab al-Rina am 9. März 2025 (28. Spieltag) im Auswärtsspiel gegen Hougang United. Bei dem 1:1-Unentschieden stand er in der Startelf und spielte die kompletten 90 Minuten. Am Ende der Saison feierte er mit den Sailors den Meistertitel. Am 18. Mai 2025 bestritt er mit den Sailors das Finale der AFC Champions League Two. Hier musste man sich im heimischen Bishan Stadium dem Sharjah FC mit 1:2 geschlagen geben. Am 31. Mai 2025 stand er mit den Sailors im Finale des Singapore Cup. Hier konnte man sich gegen die Tampines Rovers mit 1:0 durchsetzen. Nach der Ausleihe kehrte er im Sommer 2025 nach Portugal zurück.

### Nationalmannschaft
Ali al-Rina spielte in verschiedenen Juniorennationalmannschaften seines Landes. Sein Debüt in der syrischen Nationalmannschaft gab er am 6. September 2024 in einem Freundschaftsspiel gegen Mauritius. Bei dem 2:0-Erfolg im Gachibowli Balayogi Athletic Stadium stand er in der Startelf und wurde in der 65. Minute gegen Aiham Ousou ausgewechselt.

## Erfolge
Lion City Sailors
- Singapurischer Meister: 2024/25
- Singapurischer Pokalsieger: 2025
- AFC Champions League Two: 2024/25 (Finalist)